# Prosimulium pronevitschae
Prosimulium pronevitschae är en tvåvingeart som beskrevs av Rubtsov 1955. Prosimulium pronevitschae ingår i släktet Prosimulium och familjen knott. Inga underarter finns listade i Catalogue of Life.